# ToRmansion
to R mansion（トゥーアールマンション）は、日本のパフォーマンスカンパニー。2007年結成。
アジアやヨーロッパをはじめ、クウェート、仏領ギアナ、エジプトやコートジボワールなど15カ国79都市の演劇祭や大道芸フェスティバル、劇場から招聘されている。
フランスのアヴィニョン演劇祭では1082演目中の口コミトップ20に選ばれ、連日ソールドアウトとなる。神戸ビエンナーレ大道芸コンペティションでグランプリを２度獲得するなど受賞歴多数。フランスの有力紙リベラシオン紙でも「日本から来た凄まじいこの劇団は、スラップスティックコメディを上演し、夜は広場の群衆を笑いに包む。」と紹介されるなど、海外でも高く評価されている。
かのファッションデザイナー、ジャン＝ポール・ゴルチエ氏も彼らの大ファンである。
チャラン・ポ・ランタンのブタ音楽祭にて振り付け、出演するなど多ジャンルのアーティストとのコラボレーション活動も多い。
『にんぎょひめ』の宣伝美術は資生堂「TSUBAKI」など数々の広告デザインを手がけるアートディレクター、大貫卓也氏がデザインを担当。

## メンバー
上ノ空 はなび
主宰。全作品の演出、振付、プロデュースを担当。豊かなイメージと、視覚的アイディア満載のファンタジックな演出は世界中で愛されている。パントマイムで培った繊細な演技と、ハンド・トゥ・ハンドのダイナミックな身体で老若男女を魅了する。ミュージシャン、サーカス、美術家など、多分野のアーティストとのコラボレーションなど、その活動は多岐にわたる。チャラン・ポ・ランタン「ブタ音楽祭2017、2018」振付・出演、山口ゆめ花博「KIRARA RING ナイト・パレード」演出、スマートイルミネーション横浜「中山幻影ウェディング」演出、ュイブランシュ京都2017「祝祭のサーカスがやってきた!」演出。
野崎 夏世
新体操と演劇に没頭した少女時代に養われた独特の動きと感性を基に、人間、動物、宇宙人…様々なキャラクターを自分のものとして演じる変幻自在なコメディエンヌ。to R mansionの全作品に出演し、作品の創造性を広げるキーパーソン。フランス語堪能。ジャック・ルコック国際演劇学校卒。
丸本 すぱじろう
世界中の老若男女の心をほぐし、笑いを誘う希有なクラウン。
観客とコミュニケーションをとりながら行う即興性の高いオープニング・アクトは、高評を得ている。浮遊感を感じさせるアクロバットは、パントマイム、日本舞踊の身体性を活かした彼独自のものである。

## 特徴
シアトリカルマイム、演劇、ダンス、マジック、オブジェなど様々な身体表現を使って、日本文化特有䛾繊細さで体現する視覚的演出は、海を越えて高い評価を得ている。
華やかで変幻自在なキャラクター達による、発明的でユーモアいっ䜁い䛾シーン䛾数々が、世界中
䛾あらゆる世代䛾観客に、笑いと驚きと感動を与えている。

## 舞台作品
- フライングシュワシュワカーニバル（2011年、パルテノン多摩）
- Magical Mystery Tour（2011年、日本：東京・大阪・静岡 / フランス：アビニョン・フランス領ギアナ / 中国：深圳）
- The Show　（2011年、東京・静岡 / フランス：パリ・アビニョン / 中国：北京・上海・深圳・済南）
- The Wonderful Parade（2016年、こまばアゴラ劇場）
- にんぎょひめ（2017年、座・高円寺）
- The Wonderful Parade（2017年、神戸アートビレッジセンター KAVCホール）
- The Wonderful Parade（2018年、シアタートラム）
- ALL DAY（2020年12月）[1]
- チャラン・ポ・ランタン×to R mansion 音楽劇『青い鳥と赤い猫』（2021年12月）[2]
- 注文の多い料理店（2022年8月）[3]
- ファミリーキャバレーショー『はだかの王様』（2023年1月）[4]
- ミクロッパ マクロッぺ（2023年1月）
- 走れ★星の王子メロス（2023年10月）[5]
- はだかの王様（2024年1月）[6]
- 0歳から楽しめるファミリーシアター『へんてこうじょう』（2024年2月）[7]
- 走れ☆星の王子メロス（2024年6月）[8]

## 主な海外招聘歴
- Rencontres Interculturelles du Cirque d’Abidjan （コートジボワール）
- Au Bonheure des Mômes児童演劇祭 （フランス）
- 大邱国際ホラー演劇祭 （韓国）
- AEMI上海国際コメディフェスティバル（中国）
- 山東省国際演劇フェスティバル（中国）
- フランス、ベルギー招聘ツアー （フランス8都市、ベルギー1都市）
- トレトデュマロニ演劇祭（フランス領ギアナ）
- 中国ツアーOne.Two.Free...フィジカルシアターフェスティバル（中国3都市）
- シンガポール アートフェスティバル Flipside（シンガポール）
- ASITEJ KOREAサマーフェスティバル（韓国）
- アッチフェスタ （韓国）
- Cheungdo World Comedy Art Festival （韓国）
- Backstreet Festival （エジプト）
- Ansan Street Arts Festival（韓国）
- Asian Culture Center in Gwangju How Fun Festival（韓国）
- 1st anniversary parade of Jongno Children’s Theater（韓国）
- gassen sensationen （ドイツ）
- Kaldearte XI Muestrainternacional de artes de call de VITORIA-GASTEIZ（スペイン）
- Festival Internacional de Teatre de Carrer de Vila-real（スペイン）
- AEMI SHANGHAI INTERNATIONAL COMEDY FESTIVAL（中国）
- THE AVENUES CARNIVAL（クウェート）
- Zürcher Theater Spektakel（スイス）
- Festival de la Cité（スイス）
- Parade（s） Festival des ARTS DE LA RUE （フランス）
- UMORE AZOKA（スペイン）
- Siam Street Fest in Bangkok （タイ）
- Artisti in PIAZZA （イタリア）
- La Città Ideale del Teatro Urbano （イタリア）
- La Strada Festival Internazionale （イタリア）
- Japan Street Festival in Hong Kong （中国）
- Esplanade Festival （シンガポール）

## 主な国内招聘歴
- ハイアットリージェンシー瀬良垣
- 洞爺サンパレス
- 六本木ヒルズ
- 日本テレビ GO!SHIODOMEジャンボリー
- HEP FIVE
- チャン・グンソクLIVE2012さいたまスーパーアリーナ公演
- チャラン・ポ・ランタン ブタ音楽祭2017・2018
- ゆうばり国際ファンタスティック映画祭
- TOKYO METROPOLITAN ROCK FESTIVAL
- キャナル ワールドエンタメフェス
- モザイクモール
- 東武百貨店
- アトレ
- 横浜市統一地方選挙キャンペーン
- 野毛大道芸
- 高知大道芸フェス
- 三茶de大道芸
- 大道芸ワールドカップin静岡
- ヨコハマ大道芸
- 七夕 大道芸パフォーマンスロード in 大分
- ソラマチ大道芸
- 高円寺びっくり大道芸
- あつぎ国際大道芸
- 北の大地de大道芸フェスティバル
- 幕張大道芸フェスティバル
- ヘブンアーティストIN渋谷、銀座、丸の内、TOKYO
- ぽこぽこフェスタ
- イオンモール、神戸ハーバーランドumie
- サロン・ド・ショコラ（伊勢丹）
- ルノーカングージャンボリー
- くらしきステージオブセッション in玉島
- オールNISSAN大商談会
- 神戸ビエンナーレ
- ファミリーシアターinパルテノン多摩
- ひたち国際大道芸
- たかまつ大道芸フェスタ
- つくば大道芸フェスティバル など多数

## 受賞歴
- 2016年、世田谷区芸術アワード”飛翔“ 舞台芸術部門
- 2011年、2007年神戸ビエンナーレ大道芸コンペティショングランプリ
- 2010年、2009年,2008年ふくやま大道芸グランプリ
- 2008年 、芸王グランプリ大道芸2008関東地区大会グランプリ